# フライトマスター
フライトマスター（FLIGHT MASTER）は、映像・音楽ソフトメーカーポニーキャニオンの音楽レーベルの一つ。

## 沿革
前の常務（後の顧問）の渡辺有三が立ち上げたレーベル。社内スタッフがA&Rとしてアーティストの発掘から制作進行、宣伝、プランニングまでを担当するレーベルとして、1998年ごろから始動。外部のプロデューサーと契約して楽曲を制作するため、A&Rが基本的にスタジオでのディレクションを行わない点が、メインレーベルであるポニーキャニオンと異なっていた。
1990年代中期以降、音楽プロデューサーの活躍を背景に立ち上げられた。
2002年にポニーキャニオンがコピーコントロールCD（CCCD）を導入した際は、FLIGHT MASTERレーベル所属の作品がほぼCCCDで導入されていた。2005年5月以降は導入していない。
2008年よりA&Rの設置が一般的になり、2010年よりライジングプロダクション（当時ヴィジョンファクトリー）に所属しているw-inds.のプライベートレーベルになる。
ロゴマークはイニシャルの「F」を斜面横長にしたものである。

## 所属アーティスト一覧
- w-inds.
- ALL CITY STEPPERS

## 過去に所属していたアーティスト
- Kiss Destination - 自然解散
- tohko
- 徳山秀典
- 八反安未果 - RISING RECORDSに移籍
- 木村佳乃 - 歌手活動終了
- 下川みくに - メインレーベルに移動
- 新井裕子 - 活動停止
- 唐沢美帆 - 活動停止
- 未来玲可 - 芸能活動から引退
- 小原明子
- 市川由衣 - 歌手活動終了
- 国仲涼子 - 歌手活動終了
- 上戸彩 - メインレーベルに移動
- 光岡昌美 -  日本クラウンに移籍
- 福田沙紀 - EMIミュージック・ジャパンに移籍
- häv - 活動停止
- 大田クルー - インディーズにて活動→2010年解散
- 月の203号室 - 活動停止
- Bunny2 - インディーズにて活動中
- アイドリング!!! - メインレーベルに移動
- 羞恥心 - 2009年ユニット活動終了、2011年解散
- Lead - メインレーベルに移動
- FLAME - 2010年3月1日解散